# Синдром травмы сексуального насилия
Синдро́м тра́вмы сексуа́льного наси́лия (СТСН) — это психологическая травма, испытываемая жертвой насилия, которая включает в себя нарушения в нормальном физическом, эмоциональном, когнитивном и межличностном поведении. Теория была впервые описана медсестрой Энн Вулберт Бёрджесс (англ.) и социологом Линдой Литл Хольмстром в 1974 году.
СТСН — это объединение психических и психологических признаков, симптомов и реакций, характерных для большинства жертв изнасилования, которые могут появиться как сразу после происшествия, так и спустя месяцы и даже годы.
Несмотря на то, что бо́льшая часть исследований в области СТСН сфокусирована на жертвах-женщинах, сексуально изнасилованные мужчины (вне зависимости от пола насильника) также переживают эти симптомы.
СТСН подготовил почву для рассмотрения комплексного посттравматического стрессового расстройства (C-PTSD (англ.)), которое более точно описывает последствия затяжной травмы, чем обычное посттравматическое стрессовое расстройство (ПТСР). Симптомы СТСН и ПТСР совпадают. Как правило, изнасилованный человек испытывает сильнейший стресс сразу же после этого. У некоторых людей эти чувства могут утихнуть со временем; но всё же, каждый синдром индивидуален, у некоторых людей он может нести более разрушительный характер, и они продолжат испытывать психологический дискомфорт в течение нескольких месяцев или лет. Также было обнаружено, что жертвы изнасилования имеют высокий риск развития расстройств, связанных с употреблением психоактивных веществ, депрессивного, тревожного, обсессивно-компульсивного и других расстройств.

## Общие стадии
СТСН включает в себя три стадии развития психологической травмы, через которые проходит перенёсший изнасилование человек: острая стадия, стадия внешнего приспособления и стадия нормализации.
Острая стадия
Острая стадия возникает в первые дни или недели после изнасилования. Её продолжительность варьируется в зависимости от времени, в течение которого жертва может оставаться в острой стадии. Непосредственные симптомы могут длиться от нескольких дней до нескольких недель и могут сочетаться со стадией внешнего приспособления.
Согласно Скарсу М., нет «типичной» реакции на сексуальное насилие среди его жертв. Однако, организация Rape, Abuse & Incest Natinal Network (RAINN) в США, выступающая против инцеста, абьюза и насилия, утверждает, что в большинстве случаев острая стадия может быть классифицирована как одна из трёх реакций: 1) выраженная («Он или она могут казаться взволнованными или истеричными, [и] страдать от приступов плача или панических атак; 2) контролируемая («Пострадавший кажется безэмоциональным и ведёт себя так, как будто «ничего не случилось» и «всё хорошо»); 3) шок, сомнение в произошедшем («Пострадавший отвечает на происшествие сильным чувством неопределённости и дезориентации. У них могут быть трудности с концентрацией, принятием решений или выполнением ежедневных задач. Они также могут слабо припоминать нападение»). Не все жертвы выражают свои эмоции открыто. Некоторые из них могут производить впечатление обычного, спокойного и не тронутого никем человека.
Поведение во время протекании этой стадии может включать:
- Сниженную бдительность
- Оцепенение
- Притупленную чувствительность и эмоциональную функции, ухудшение памяти
- Дезорганизованные мысли
- Рвоту[9]
- Тошноту
- Парализующую тревожность
- Заикание
- Навязчивое желание отмыться, очистить себя
- Истерию, смятение и плач
- Замешательство
- Острая чувствительность к реакциям других людей

Стадия внешнего приспособления
На этой стадии пострадавшие от насилия кажутся вернувшимися к нормальной жизни. Однако они в то же время страдают от глубокого душевного смятения, которое может проявляться в различных способах, которые жертвы изнасилования используют, чтобы справиться с травмой, имеющей долгосрочный характер. В статье 1976 года, написанной первооткрывателями СТСН, Бёрджесс и Хольмстром отметили, что все, кроме одного из 92 исследованных ими индивидов, показали нездоровые защитные механизмы после изнасилования. Стадия внешнего приспособления может длиться от нескольких месяцев до долгих лет.
RAINN определяет пять защитных стратегий во время этой фазы:
- Минимизация, преуменьшение (притворяться, что «всё хорошо»)
- Драматизация (не может прекратить говорить о нападении)
- Подавление (отказывается говорить об изнасиловании)
- Объяснение (анализирует то, что случилось)
- Побег (переезжает в другой дом или город, меняет внешность)

Другие защитные механизмы, которые могут возникнуть во время стадии внешнего приспособления:
- Ухудшение состояния здоровья в целом[4]
- Продолжительная тревожность
- Чувство беспомощности
- Отсутствие заботы о себе или об окружающих (жертва не смогла защитить себя во время нападения, поэтому она теряет заботу о себе)
- Сверхбдительность
- Неспособность поддерживать прошлые близкие отношения
- Общая нервозность, известная как реакция испуга
- Риск испытывания постоянного страха и/или депрессии становится выше, чем у остальных людей[11]
- Смены настроения от относительно счастливого до депрессивного или агрессии
- Экстремальная злость и враждебность (жертва насилия может быть очень агрессивной по отношению к людям, которые им близки[12]). Некоторые пострадавшие даже могут говорить такие фразы как «Я НЕНАВИЖУ ЛЮДЕЙ» или «Я НЕНАВИЖУ МИР»
- Нарушения сна: чересчур яркие, реалистичные сны и повторяющиеся кошмары
- Бессонница, ночные кошмары, трудности засыпания[13]
- Психопатологические воспоминания (флешбеки)
- Диссоциация (чувство, что ты не принадлежишь своему телу)
- Панические атаки
- Надежда на защитные механизмы; некоторые из них могут быть полезными (такие как философия и поддержка семьи), другие же — наоборот, разрушительными (самоповреждение, алкоголь, наркотики)[14][13]

Образ жизни
Образ жизни переживших насилие людей может быть поражён каким-либо из этих способов:
- Они могут перестать чувствовать себя в безопасности или защите или эти чувства могут притупиться
- Они не решаются заводить новые знакомства
- Возможно, они будут задаваться вопросами о сексуальной ориентации или идентичности (более типично для мужчин, изнасилованных другими мужчинами или для женщин, изнасилованных другими женщинами)[15][16]
- Их сексуальные отношения могут нарушиться[17]. Многие из изнасилованных отмечают, что они были не в силе восстановить нормальную сексуальную жизнь и часто уклонялись от подобных контактов какое-то время после изнасилования. Некоторые жалуются на заторможенную сексуальную реакцию и флешбеки во время занятий сексом. А какие-то жертвы, наоборот, становятся гипер-сексуальными, начинают жить беспорядочной половой жизнью и менять партнеров; в какой-то степени, иногда таким образом человек пытается уверить самого себя в наличии контроля над сексуальными отношениями.

Некоторые из переживших сексуальное насилие могут начать видеть мир как опасное и несущее угрозу для жизни место для существования, поэтому они устанавливают себе некоторые ограничения, прерывают свою обычную жизненную активность. К примеру, они могут прекратить активно участвовать в социальной жизни, группах или клубах, при том что раньше часто занимались этим или даже имели работу в этой сфере. Если изнасилование было пережито родителем, он может установить ограничения на жизнь своих детей, существенно ограничивая их свободу.
Психологические реакции
Вне зависимости от того, была или не была травмирована во время сексуального насилия жертва, она испытывает ухудшение здоровья после этого в течение нескольких месяцев. Включая острые соматоформные расстройства (физические симптомы без какой-либо видимой причины)
Психологические реакции, такие как головная боль напряженного типа, усталость, общее чувство болезненности или локализированная боль в груди, горле, руках или ногах. Специфические симптомы могут возникнуть в части тела, которая была подвержена нападению. Пережившие оральное изнасилование могут иметь множество глоточных или ротовых жалоб, в то время как жертвы анального или вагинального изнасилования будут иметь физические реакции, локализированные в этих местах.
Природа изнасилования
- Природа акта, отношения с насильником, использованная им тип и сила принуждения и обстоятельства изнасилования — все это повлияет на степень тяжести СТСН у жертвы
- Когда нападение совершено незнакомцем, для многих людей страх кажется самой сложной для контролирования эмоцией (появляется чувство уязвимости)
- Чаще всего изнасилование совершается человеком, которого жертва знает и которому доверяет. Из-за этого у нее могут появиться чувства вины и стыда.

Подсознательная фаза
- Жертва изнасилования будет пытаться вернуться к нормальной жизни, как ни в чем не бывало
- Может блокировать мысли о произошедшем и не хотеть говорить об этом инциденте или каким-то образом относящимся к нему темам (она не хочет думать об этом)
- У жертвы могут быть проблемы с концентрацией и депрессия
- Также возможна диссоциация и попытки вернуться к периоду своей жизни до изнасилования
- Подсознательная фаза может длиться годами и жертва может выглядеть так, как будто она «свыклась» с этим, несмотря на тот факт, что эмоциональные проблемы не решились

Стадия реорганизации
- Жертва может вернуться к эмоциональному смятению
- Возвращение душевной боли может сильно тревожить людей на этой стадии
- Могут развиться страхи и фобии. Они могут касаться конкретно зачинщика, обстоятельств атаки или чего-то более общего
- Возможны нарушения аппетита, такие как тошнота и рвота. Пережившие насилие, особенно женщины, более склонны к развитию нервной анорексии и/или булимии
- Жертву могут захватить кошмары и ночные страхи
- Могут появляться жестокие фантазии о мести

Фобии
Распространенной психологической защитой, отмеченной у многих жертв изнасилования, являются разнообразные страхи и фобии, касающиеся обстоятельств, в которых может быть совершено повторное сексуальное насилие. К примеру:
- Страх толпы
- Страх быть оставленным где-то одному
- Страх мужчин или женщин (андрофобия или гинофобия)
- Страх выходить куда-либо в целом, агорафобия
- Страх прикосновений, гаптофобия
- Специфические страхи, относящиеся к некоторым характеристикам насильника, например: бакенбарды, прямые волосы, запах алкоголя или сигарет, тип одежды или машины
- Некоторые люди, пережившие изнасилование, формируют очень подозрительное, параноидальное мнение о незнакомцах
- Некоторые чувствуют всеобъемлющий страх всех или большинства окружающих людей

Стадия нормализации
На этой стадии жертва изнасилования начинает понимать, что ей нужна помощь в регулировке ее собственного состояния. Осознание степени нанесенного вреда и осознание второго вредного фактора — любых, приводящих к обратному результату, защитных механизмов (то есть осознание того, что именно злоупотребление наркотиками или алкоголем помогало справляться с болью внутри) — это особенно важно. Согласно Лэйси и Робертс, жертвы мужского пола долгое время не ищут возможности посетить психотерапевта, меньше половины обращаются за помощью меньше чем через 6 месяцев, а общий промежуток между изнасилованием и терапией составил 2,5 года; в то время как исследование на 100 жертвах-мужчинах Кинга М. и Вуллет Е. показало, что средний интервал между нападением и терапией составляет 16,4 года.
Во время нормализации, жертвы приходят к выводу, что изнасилование — это больше не центральная часть их жизни, а также разрешаются чувства вины и стыда.

## Правовые вопросы
Обвинители иногда используют данные об СТСН, чтобы вывести из заблуждения присяжных, у которых появляются различные теории из-за якобы необычного поведения жертвы после изнасилования. Свидетельства о наличии СТСН помогают информировать о последствиях изнасилования и развеивает мифы об изнасиловании, объясняя противоречащее здравому смыслу поведение жертвы.
Особенно когда обвиняемые также предоставляют документ о наличии СТСН, в случае если он есть у обвинителя. Эта практика была раскритикована как подрывающая ключевые ценности, выраженные в законах о защите от изнасилования, потому как она может подвергать жертв изнасилования нежелательным оценкам со стороны окружающих и вызвать перекрестный допрос относительно прошлого сексуального анамнеза. С того момента, как сексологи стали затрудняться в различии симптомов, приписываемых жертве ПТСР, вызванного различными травматичными событиями, обвиняемые в изнасиловании могут быть оправданы изнасилованием в прошлом.

## Критика
Синдром травмы сексуального насилия в его текущем понимании часто критикуют за то, что это понятие сводит на нет реакцию человека на изнасилование, принимая его защитные механизмы и рациональные попытки преодоления, переживание боли сексуального насилия и адаптирование к жестокому миру за симптомы расстройства. Люди, установившие замки и устройства безопасности, прошли курсы самообороны, сменили место жительства и выразили свой гнев в системе уголовного правосудия, к примеру, были охарактеризованы как имеющие патологические показные симптомы и «проблемы с приспособлением». Согласно этой критике, СТСН исключает человеческую боль и злость из социального и политического контекстов, приписывает человеку чувства тоски, злости, униженности и отчаяния после изнасилования к расстройству, вызванному скорее действиями насильника, чем, скажем, равнодушным обращением полиции, врачей-экспертов и судебной системы; или реакцией семьи, пропитанной мифами об изнасиловании.
Другая причина критики СТСН состоит в том, что литература на эту тематику рисует образ переживших насилие людей как пассивных, беспорядочных жертв, несмотря на то, что по большей части поведение, составляющее базу СТСН, должно считаться результатом огромной силы и работы над собой. Такие слова как «страх» заменены такими словами как «фобия» с их коннотациями иррациональности.
Критика научного обоснования СТСН состоит в том, что оно расплывчата в точных деталях; неясно, каковы его границы; наука пользуется непонятными терминами, которым нет основания в психологии; не может указать ключевые количественные отношения; СТСН не подвергся научной оценке с 1974 исследования Бёрджесс и Хольмстром; существуют теоретические эффекты лояльности; в научном обществе не все согласны с полученными результатами о природе СТСН; оно не фальсифицировано; игнорирует возможных посредников; нечувствительно к различным культурам; и не может быть использовано как подтверждение тому, было на самом деле нападение или нет. ПТСР было описано как превосходная модель, в отличие от СТСН; эмпирическое исследование модели ПТСР было продолжительным, как концептуально, так и на опыте.